# Homalopsis nigroventralis
Espèce
Synonymes
- Homalopsis buccata nigroventralis Deuve, 1970

Statut de conservation UICN

 LC  : Préoccupation mineure
Homalopsis nigroventralis est une espèce de serpents de la famille des Homalopsidae.

## Répartition
Cette espèce se rencontre en Thaïlande, au Cambodge et au Laos.

## Publication originale
- Deuve, 1970 : Serpents du Laos. Office de la Recherche Scientifique et Technique Outre-Mer, Paris, Memoire, n. 39, p. 1–251.